# Амфиоксус
Амфиоксус (лат. Branchiostoma lanceolatum) или (лат. Amphioxus lanceolatus), познат и као копљаста рибица или копљача је врста примитивних хордата из рода лат. Branchiostoma. Најпростији је хордат риболиког, прозрачног тела, дужине 6—8 cm, зашиљеног на оба краја. Живи до главе заривен у песак, по плићацима морских обала.

## Грађа амфиоксуса
Тело му је покривено једнослојном кожом и скоро је прозрачно. Испод коже се налазе мишићи распоређени у две снажне мишићне масе које се пружају дуж бокова тела. Да би се ефикасније кретали, мускулатура амфиоксуса је сегментирана (мишићи су издељени мишићним опнама). Нема лобању, удове, ни срце, а уместо кичменице, на леђној страни, од главе до репа, као осовински орган, протеже се штапићаста леђна хорда (свитњак).
Изнад хорде налази се крвни суд и нервни систем у облику цеви са које полазе метамерно распоређени нерви, по два у сваком сегменту. Амфиоксус има цеваст нервни систем. Предњи део ове цеви је нешто проширен и представља прапочетак мозга. Испод хорде налази се црево. Почиње усним отвором око којег се налазе трепље. У њима се налазе чулне ћелије за мирис. Чулни органи имају сасвим примитиван карактер. Дише на шкрге које се налазе у ждрелу. Због великог броја шкржних прореза у проширеном предњем делу цревног канала, амфиоксус је и добио свој други назив (лат. Branchiostoma). У ларвеној фази свог развоја, шкрге директно комуницирају са спољашњим светом, док се касније, два уздужна кожна набора образују окошкржасту дупљу, у коју продире вода из шкрга.
Крвни систем је затворен, чине га два крвна суда, један је дорзална артерија, која се налази изнад, други вентрална вена испод црева, међусобно повезаних бочним судовима. Крв циркулише захваљујући контрактилности трбушне аорте која има проширења (bulbuilli), која врше улогу срца, које није диференцирано. С обзиром да је амфиоксус слабо активна животиња, њена крв је безбојна, не садржи крвне ћелије нити пигменте, садржи само леукоците и лимфоците,, а кисеоник се директно раствара у крвној течности. Екскреторни систем чине метамерно распоређени нефридијални органи. Распоређени су у два уздужна низа, са сваке стране ждрела по један.

## Размножавање
Размножава се полно. Полни систем је просте грађе. Чине га низови жлезда метамерно распоређених у области околождрелне дупље. Прскањем њихових зидова, полне ћелије се ослобађају у околождрелну дупљу, па кроз атријални отвор, заједно са водом у спољашњу средину. Оплођење је спољашње, у води. Ове животиње су гонохористи, али је разлика између полних жлезда веома мала, а полови се не могу разликовати ни споља, ни по гонадама.
Постоји стадијум ларве, који се знатно разликује од одраслих јединки.

## Историја
Амфиоксуса је први описао Палас 1774. године, под називом лат. Limax lanceolatus сматрајући га врстом пужа голаћа. Тек 1834. Коста (итал. Oronzio Gabriele Costa) га је поново описао као врсту рибе под називом лат. Branchiostoma lanceolatum, који се и данас користи. Јарел (енгл. William Yarrell) је 1836. утврдио осовински скелет у виду хорде и због тога му дао назив амфиоксус. Исцрпна поручавања је извршио Јохан Милер 1839, a Коваљевски (рус. Алекса́ндр Ону́фриевич Ковале́вский) је 1867. утврдио сличност његовог ембрионалног развитка са плашташима. У исто време, Хекел је утврдио да најстарији прапреци свих кичмењака воде порекло од неких прапредака, чији је једини преживели представник амфиоксус, а целу групу животиња, које немају лобањску чауру, нити јасно диференциран мозак, којој припада веома мали број искључиво морских животиња назвао лат. acrania, (лат. Cephalochordata), односно копљаши.

## Значај
Амфиоксус у еволутивном погледу је значајан по томе што поред особина кичмењака има и примитивније особине, због чега је послужио за објашњене порекла кичмењака.